# ジョン・アレン (初代アレン子爵)
初代アレン子爵ジョン・アレン（英語: John Allen, 1st Viscount Allen PC (Ire)、1661年2月13日 – 1726年11月8日）は、アイルランド王国の政治家、貴族。

## 生涯
ダブリン市長サー・ジョシュア・アレン（Sir Joshua Allen）とメアリー・ワイブラウ（Mary Wybrow、1708年頃没、ジョン・ワイブラウの娘）の息子として、1661年2月13日にダブリンで生まれた。1677年11月24日、ダブリン大学トリニティ・カレッジに入学した。1691年7月8日、父の遺産を継承した。
陸軍大尉としてウィリアム3世の軍勢に従軍した。その後、1692年から1693年までダブリン・カウンティ選挙区の、1695年から1699年までカーロウ・カウンティ選挙区の、1703年から1713年までダブリン・カウンティ選挙区の、1713年から1714年までウィックロー・カウンティ選挙区の、1715年から1717年までダブリン・カウンティ選挙区の代表としてアイルランド庶民院議員を務めた。1714年10月9日にアイルランド枢密院の枢密顧問官に任命され、1717年8月28日にスティローガンのアレン男爵とアレン子爵に叙された。
1726年11月8日にロンドンで死去、19日にダブリンで埋葬された。長男ジョシュアが爵位を継承した。

## 家族
1684年、メアリー・フィッツジェラルド（Mary FitzGerald、1666年8月22日 – 1697年8月19日以降、ロバート・フィッツジェラルドの娘）と結婚、下記の子女を儲けた。
- ジョシュア（1685年 – 1742年） - 第2代アレン子爵
- リチャード